# Omeleanivka, Onufriivka
Omeleanivka (în ucraineană Омелянівка) este un sat în comuna Mariivka din raionul Onufriivka, regiunea Kirovohrad, Ucraina.